# مرماید سپفیر

{{Infobox ship characteristics
مرماید سپفیر (به انگلیسی: Mermaid Sapphire) یک کشتی است که طول آن  ۶۳ متر (۲۰۶ فوت ۸ اینچ) Length overall می‌باشد. این کشتی در سال ۲۰۰۹ (میلادی)|۲۰۰۹]] ساخته شد.